# Tariq al-Haschimi

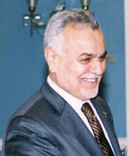
Tariq al-Haschimi (2006)

Tariq al-Haschimi (voller Name arabisch طارق أحمد بكر الهاشمي Tariq Ahmad Bakr al-Haschimi, DMG Ṭāriq Aḥmad Bakr al-Hāšimī; * 1942 in Bagdad) ist ein irakischer Politiker. Er war bis September 2012 Vizepräsident seines Landes. Er ist Sunnit und Generalsekretär der Irakischen Islamischen Partei, die den Muslimbrüdern nahesteht und ihrerseits Mitglied der Irakischen Nationalbewegung ist.

## Leben
Tariq al-Haschimi wuchs als Ältester von fünf Kindern einer bürgerlichen Familie in Bagdad auf. Al-Haschimi ist verwandt mit Yasin al-Haschimi, dem ehemaligen Premierminister des Landes und Taha al-Haschimi, Brigadegeneral, Verteidigungsminister und späterem Premierminister der Bewegung 1941. Grund- und Mittelschule absolvierte al-Haschimi in Bagdad. Im Jahr 1959 trat er in die Militärakademie ein, die er 1962 im Rang eines Leutnants abschloss. Im Jahr 1971 schloss er ein Studium der Verwaltungs- und Militärwissenschaften ab. Al-Haschimi war in dieser Phase zu Ausbildungszwecken in Großbritannien, der Tschechoslowakei und Indien. Im Jahr 1978 schloss er ein Studium der Wirtschaftswissenschaften an der Universität Bagdad ab.
Den aktiven Dienst im Militär beendete al-Haschimi im Alter von 33 Jahren. Anschließend arbeitete Tariq al-Haschimi drei Jahre als Direktor der United Arab Shipping Company in Kuwait. Nach dem irakischen Überfall auf Kuwait kehrte al-Haschimi in den Irak zurück.

### Karriere
Nach der Besetzung des Irak 2003 setzte sich der als gemäßigter Sunnit geltende al-Haschimi früh für eine Verständigung zwischen Sunniten und Schiiten ein.
Al-Haschimi unterstützte die Unabhängigkeitsbestrebungen der Provinz Diyala.

### Haftbefehl
Am 19. Dezember 2011, einen Tag nach dem Abzug der letzten US-amerikanischen Kampftruppen aus dem Irak, wurde ein Haftbefehl gegen al-Haschimi erlassen. Die ausstellende Behörde, das irakische Innenministerium, wurde zu dem Zeitpunkt von Ministerpräsident Nuri al-Maliki kommissarisch geleitet.
Im Staatssender al-Iraqia wurden Geständnisse von drei seiner Leibwächter gezeigt, nach denen er sie zwischen 2009 und 2011 zu neun Bomben- und Mordanschlägen angestiftet haben soll. Er soll sich an einem Attentat gegen al-Maliki beziehungsweise an einem Anschlag auf den Repräsentantenrat im November 2011 beteiligt haben. Einer der Leibwächter kam in der Folge ums Leben. Der Sekretär von al-Haschimi habe die Taten koordiniert. Insgesamt soll er für 150 Terror- und Mordanschläge verantwortlich gewesen sein. Außerdem soll al-Haschimi einen Putsch vorbereitet haben.
Al-Haschimi bezeichnete die Geständnisse als erzwungen und beschuldigte al-Maliki, die Vorwürfe zu erfinden, um seinen Ruf zu zerstören. Trotz des Haftbefehls wurde er nicht verhaftet und reiste umgehend nach Erbil in der Autonomen Region Kurdistan, während zwei seiner Leibwächter inhaftiert wurden. Al-Maliki forderte die kurdische Regierung auf, al-Haschimi auszuliefern, und kündigte bei einer Weigerung oder einer Flucht desselben nicht näher definierte „Probleme“ an.
Al-Haschimi bezeichnete die Regierung und die Sicherheitskräfte als Mittäter an der Anschlagsserie vom 22. Dezember, drei Tage nach Ausstellung des Haftbefehls. Es sei nicht möglich, Anschläge dieser Größenordnung ohne deren Duldung durchzuführen.
Anfang April 2012 reiste al-Haschimi nach Katar aus, danach nach Saudi-Arabien und von dort aus weiter in die Türkei.
Am 8. Mai verschickte Interpol eine Red Notice zu al-Haschimi wegen des Verdachts auf Organisation und Finanzierung terroristischer Angriffe im Irak an die Mitgliedsstaaten.
Am 9. September 2012 wurde er in Abwesenheit zum Tode verurteilt. Laut Gericht war al-Haschimi für den Tod eines Anwalts und eines Generals verantwortlich. Mit ihm wurde auch sein Privatsekretär und Schwiegersohn Ahmed Kahtan zum Tode verurteilt.